# Podosphaera pannosa

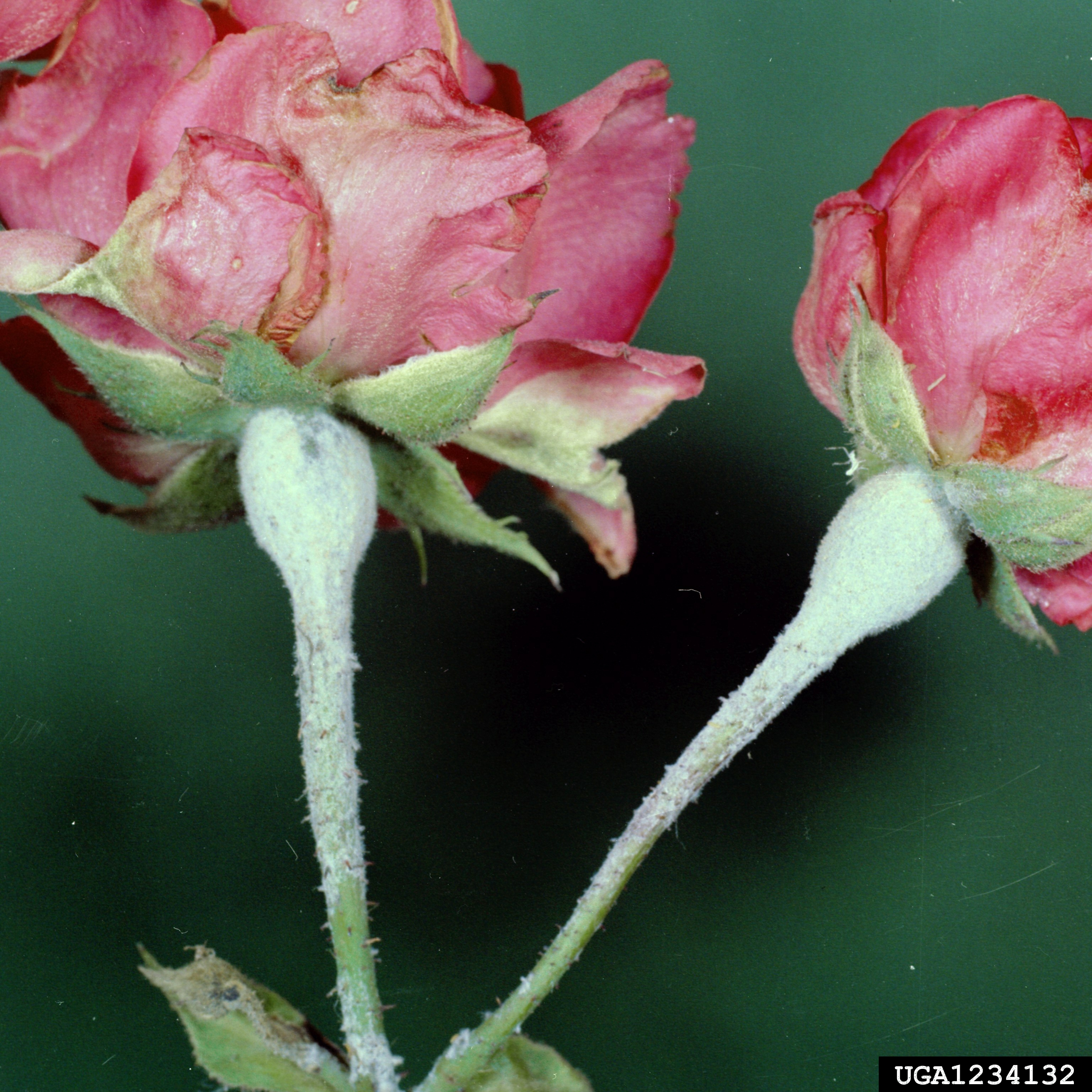
Biała grzybnia na szypułkach kwiatów

Podosphaera pannosa (Wallr.) de Bary – gatunek grzybów należący do rodziny mączniakowatych (Erysiphaceae). Wśród roślin uprawnych wywołuje choroby: mączniak prawdziwy brzoskwini, mączniak prawdziwy róży i mączniak prawdziwy śliwy.

## Systematyka i nazewnictwo
Pozycja w klasyfikacji według Index Fungorum: Podosphaera, Erysiphaceae, Helotiales, Leotiomycetidae, Leotiomycetes, Pezizomycotina, Ascomycota, Fungi.
Po raz pierwszy zdiagnozował go w 1819 r. C.F Wallroth nadając mu nazwę Alphitomorpha pannosa. Obecną, uznaną przez Index Fungorum nazwę nadał mu w 1870 r. H.A de Bary.
Niektóre synonimy:

- Acrosporium leucoconium (Desm.) Sumst. 1913
- Albigo pannosa (Wallr.) Kuntze 1898
- Alphitomorpha pannosa Wallr. 1819
- Crocysporium leuconium (Desm.) Brockm. 1863
- Erysiphe pannosa (Wallr.) Fr. 1829
- Erysiphe pannosa (Wallr.) Link 1824
- Leucothallia pannosa (Wallr.) Trevis. 1853
- Oidium forsythiae Bunkina 1974
- Oidium leucoconium Desm. 1846
- Oidium leuconium Desm. 1829
- Sphaerotheca pannosa (Wallr.) Lév. 1851
- Sphaerotheca persicae (Woron.) Erikss. 1926
- Sphaerotheca rosae (Jacz.) Z.Y. Zhao 1981

## Morfologia
Grzybnia trwała, gęsta, rozpostarta, biała lub szara zbudowana z gęsto splątanych strzępek o szerokości 3–7 μm. Strzępki są słabo rozgałęzione z przegrodami. Pierwszy człon konidioforu wyprostowany, prosty, niemal cylindryczny, o długości 45–80 μm i szerokości 7,5–12 μm. Powyżej pierwszego członu jest jeszcze 1–2 krótszych. Zarodniki konidialne typu oidium w łańcuchach. Są bezbarwne, elipsoidalno-jajowate, o rozmiarach 20–33 × 12–19 μm. Appressorium brodawkowate. Klejstotecja w grupach, zanurzone w grzybni, liczniejsze na łodygach porażonych roślin, zwłaszcza koło cierni. Mają kulisty lub gruszkowaty kształt i szerokość 80–120 μm. Zbudowane są z komórek o wielokątnym, nieregularnym kształcie. Mają kilka wąskich, bezbarwnych lub lekko jasnobrązowych przyczepek, krótszych niż średnica klejstotecjum. Worki podłużne półowalne, o rozmiarach 60–75 × 80–100 μm. Powstaje w nich po 8 owalnych, bezbarwnych askospor o rozmiarach 20–30 × 12–17 μm.

## Występowanie
Jest szeroko rozprzestrzeniony. Występuje we wszystkich regionach świata, w których występują róże.
Pasożyt rozwijający się na wielu gatunkach róż (Rosa) i niektórych gatunkach śliw (Prunus). Wiele gatunków i kultywarów róż wykazuje odporność. W Polsce zarejestrowano występowanie tego patogenu na następujących gatunkach: Persica vulgaris, Prunus domestica, Rosa agrestis, Rosa canina, Rosa × centifolia, Rosa dumalis, Rosa gallica, Rosa glauca, Rosa multiflora, Rosa pendulina, Rosa polyantha, Rosa rubiginosa, Rosa rugosa, Rosa sclerophylla, Rosa tomentosa, Rosa villosa oraz uprawiane kultywary róż.